# Rallye Sanremo 1973

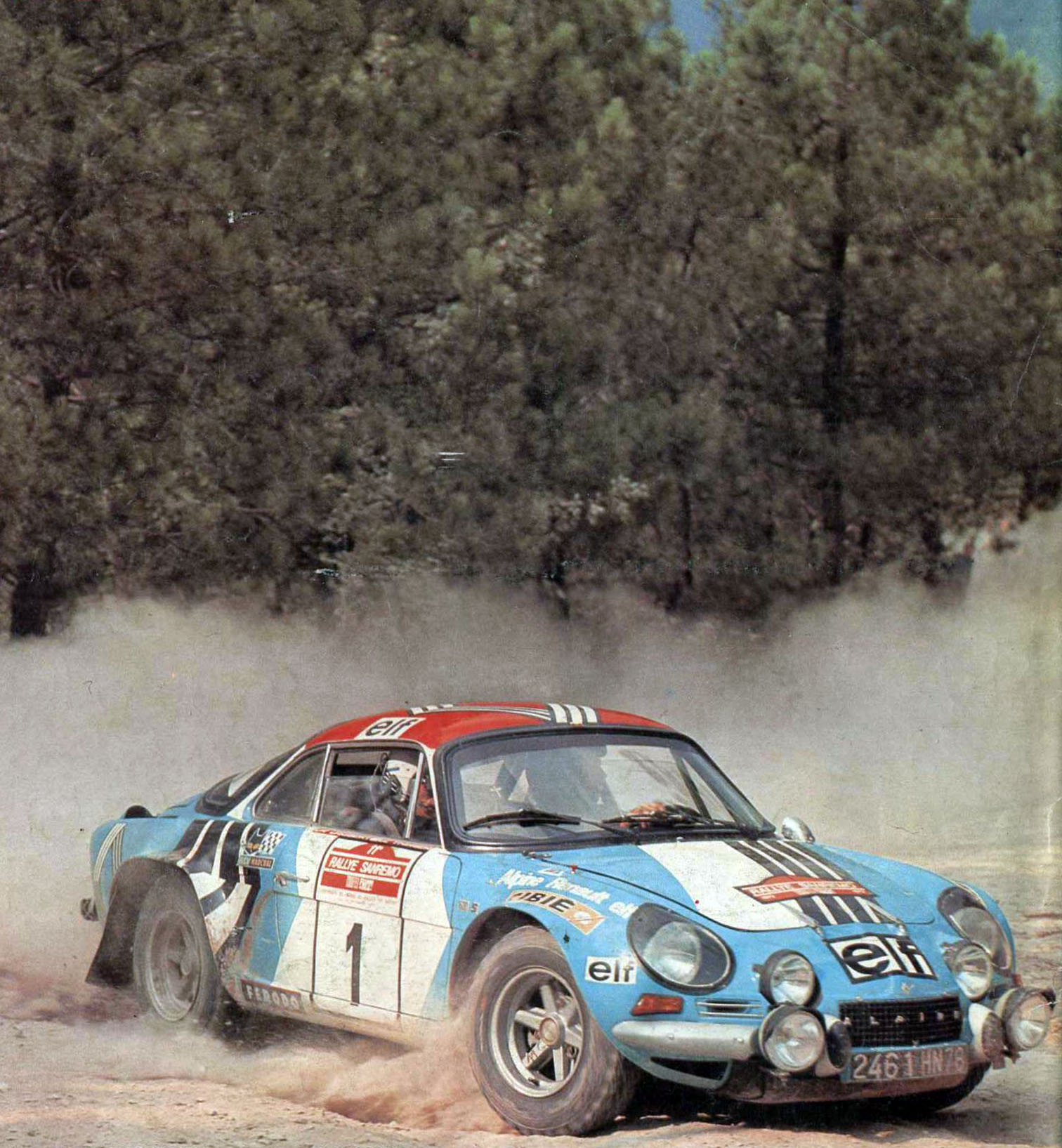
Jean-Luc Thérier bei der Rallye Sanremo 1973.

Die 15. Rallye Sanremo war der 10. Lauf zur Rallye-Weltmeisterschaft 1973. Sie fand vom 10. bis zum 13. Oktober in der Region von Sanremo statt. Zwei von 37 Wertungsprüfungen wurden abgesagt.

## Klassifikationen

### Endergebnis
| Rang | Fahrer              | Co-Pilot         | Auto                       | Zeit (Std./Min./Sek.) | Rückstand Sieger(Std./Min./Sek.) Rückstand V (Std./Min./Sek.) |
| ---- | ------------------- | ---------------- | -------------------------- | --------------------- | ------------------------------------------------------------- |
| 1    | Jean-Luc Thérier    | Jacques Jaubert  | Alpine-Renault A110 1800   | 8:01:32               | 0:00:00                                                       |
| 2    | Maurizio Verini     | Angelo Torriani  | Fiat 124 Abarth Rallye     | 8:07:34               | 0:06:2 0:06:02                                                |
| 3    | Jean-Pierre Nicolas | Michel Vial      | Alpine-Renault A110 1800   | 8:11:37               | 0:10:05 0:04:03                                               |
| 4    | Giulio Bisulli      | Arturo Zanuccoli | Fiat 124 Abarth Rallye     | 8:13:05               | 0:11:33 0:01:28                                               |
| 5    | Sergio Barbasio     | Bruno Scabini    | Fiat 124 Abarth Rallye     | 8:13:38               | 0:12:06 0:00:33                                               |
| 6    | Alcide Paganelli    | Ninni Russo      | Fiat 124 Abarth Rallye     | 8:14:31               | 0:12:59 0:00:53                                               |
| 7    | Mauro Pregliasco    | Angelo Garzoglio | Lancia Fulvia 1.6 Coupé HF | 8:15:00               | 0:13:28 0:00:29                                               |
| 8    | Simo Lampinen       | Piero Sodano     | Lancia Fulvia 1.6 Coupé HF | 8:15:33               | 0:14:01 0:00:33                                               |
| 9    | Robert Bauce        | Andrea Visconti  | Opel Ascona SR             | 9:18:17               | 1:16:45 1:02:44                                               |
| 10   | Bruno Ferraris      | Giorgio Vigo     | Lancia Fulvia 1.6 Coupé HF | 9:21:01               | 1:19:29 0:02:44                                               |

Insgesamt wurden 36 von 107 gemeldeten Fahrzeuge klassiert.

### Herstellerwertung
| Pos. | Team           | Punkte |
| ---- | -------------- | ------ |
| 1    | Alpine Renault | 127    |
| 2    | Fiat           | 84     |
| 3    | Saab           | 42     |
| 4    | Ford           | 36     |
| 5    | Citroën        | 33     |

Die Fahrer-Weltmeisterschaft wurde erst ab 1979 ausgeschrieben.